# Шудра Сергій Петрович
Сергій Петрович Шудра (нар. 7 вересня (20 вересня) 1913 — пом. 1983) — радянський футболіст, воротар. Заслужений майстер спорту.
Виступав за тбіліські команди «Медсантруд», «Локомотив» і «Динамо». У вищій лізі радянського футболу провів 77 матчів, у другому дивізіоні — 26.
Надійний голкіпер зі швидкою реакцією. У складі «динамівців» став бронзовим медалістом в сезоні-47. Наступного року отримав спортивне звання «Заслужений майстер спорту» (разом з одноклубниками Григорієм Гагуа, Арчілом Кікнадзе і Віктором Панюковим).
У першій половині 50-х років працював у республіканському товаристві «Динамо». З 1956 по 1973 рік — викладач кафедри футбола Грузинського інституту фізкультури.
Статистика виступів у чемпіонатах:
| Сезон        | Команда      | Ліга         | І  | ПГ |
| ------------ | ------------ | ------------ | -- | -- |
| 1936(о)      | «Локомотив»  | Д-3          |    |    |
| 1937         | «Локомотив»  | Д-3          | 7  |    |
| 1938         | «Локомотив»  | Д-1          | 20 |    |
| 1939         | «Локомотив»  | Д-2          | 19 | 17 |
| 1940         | «Локомотив»  | Д-1          | 13 |    |
| 1945         | «Динамо»     | Д-1          | 8  | 5  |
| 1946         | «Динамо»     | Д-1          | 7  | 9  |
| 1947         | «Динамо»     | Д-1          | 18 | 24 |
| 1948         | «Динамо»     | Д-1          | 7  | 7  |
| 1949         | «Динамо»     | Д-1          | 3  | 4  |
| 1950         | «Динамо»     | Д-1          | 1  | 0  |
| Усього в Д-1 | Усього в Д-1 | Усього в Д-1 | 77 |    |